# 反毛老鹳草
反毛老鹳草（学名：Geranium strigellum）为牻牛儿苗科老鹳草属的植物。分布在中国大陆的湖北等地，生长于海拔2,300米的地区，多生于山地，目前尚未由人工引种栽培。